# Commonwealth Star

Commonwelth Star, fragment herbu Australii

Commonwealth Star - siedmioramienna gwiazda symbolizująca stany Australii, symbol użyty jest także w jej herbie. Sześć ramion gwiazdy symbolizuje sześć stanów Australii, natomiast siódme ramię gwiazdy reprezentuje Terytorium Północne. Pierwsza wersja gwiazdy z flagi z 1901 miała tylko sześć ramion, siódme zostało dodane w 1908 po tym jak w 1905 do Australii czasowo przyłączono Terytorium Papui.
Na fladze Commonwealth Star umieszczona jest pod Union Jackiem, zewnętrza część gwiazdy ma szerokość 3/5 Union Jacka, wewnętrzna - 4/9.
Commonwealth Star znajduje się także na odznakach Australijskich Sił Zbrojnych i Policji Federalnej. Gwiazda znajduje się także na licznych orderach i odznaczeniach australijskich takich jak Defence Force Service Medal, Star of Courage, Public Service Medal, Ambulance Service Medal czy Australian Police Medal.

## Galeria

Flaga Australii
Herb Australii (przyjęty w 1912)
Herb Australii z 1908
Flaga Królowej (1962–2022)
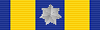
Baretka Defence Force Service Medal
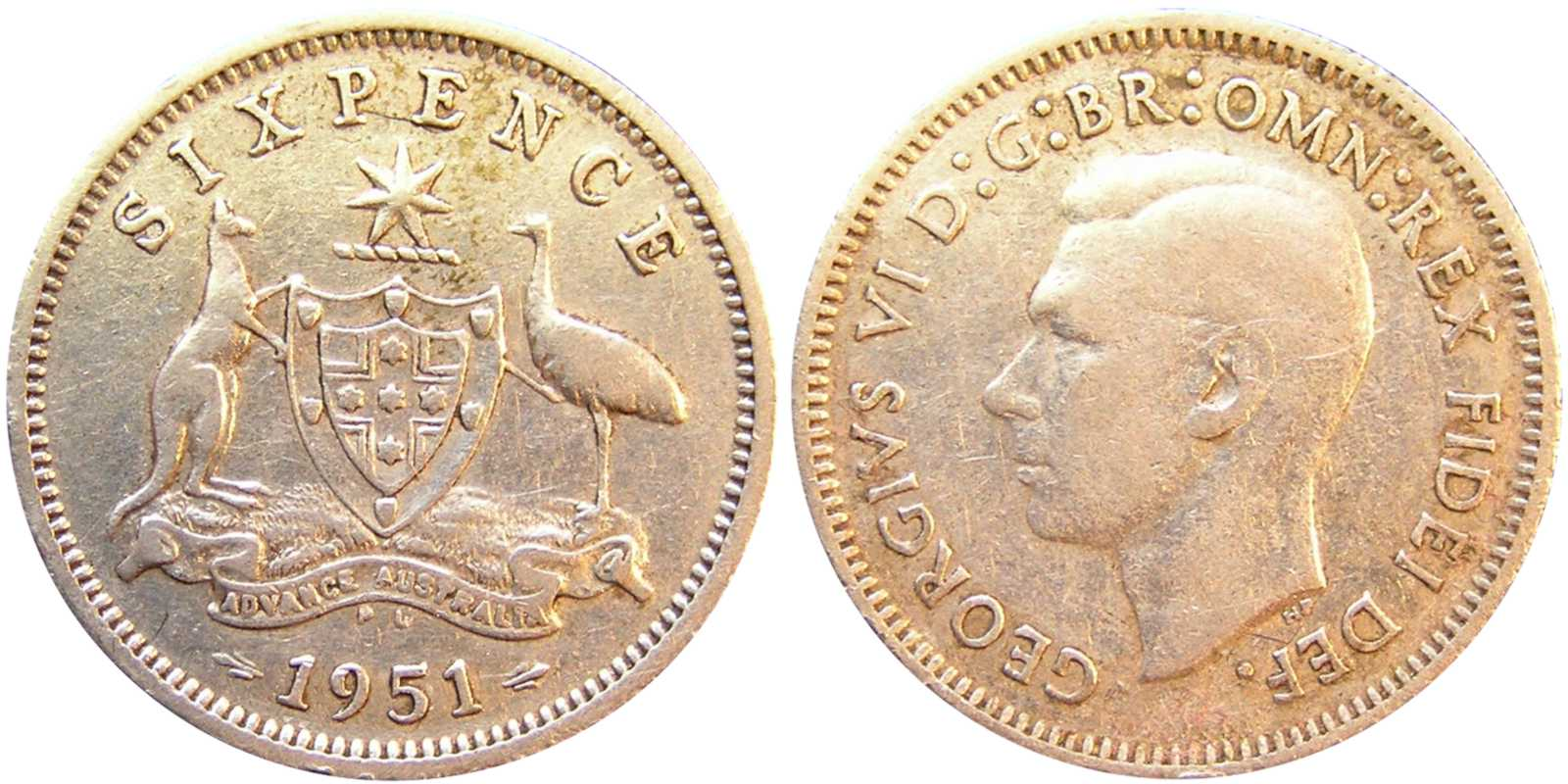
Moneta sześciopensowa z 1951
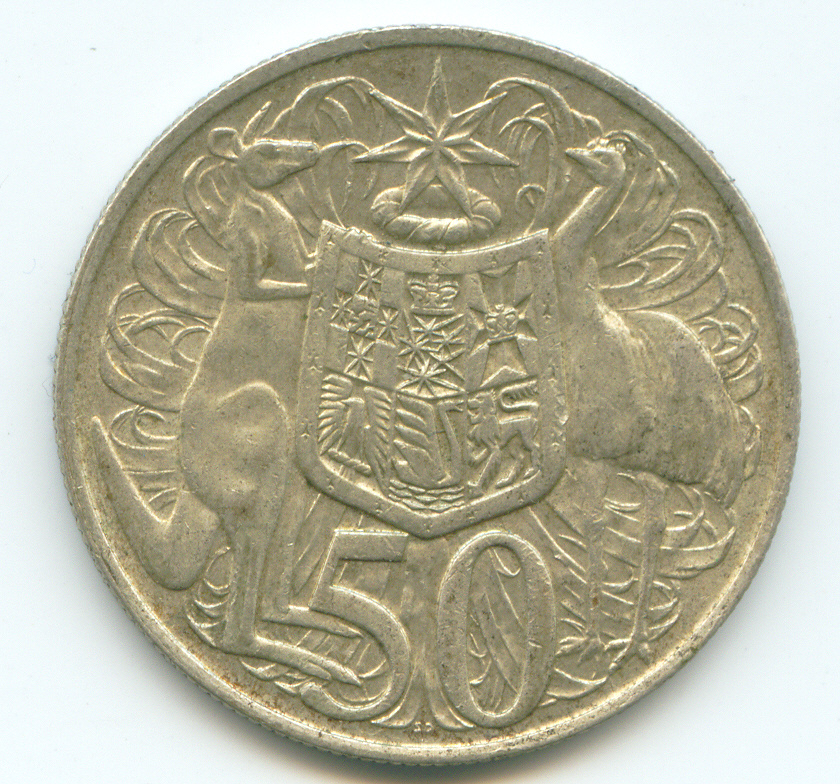
Moneta 5-centowa z 1966